# 邁克拉
36°41′N 4°16′E / 36.683°N 4.267°E

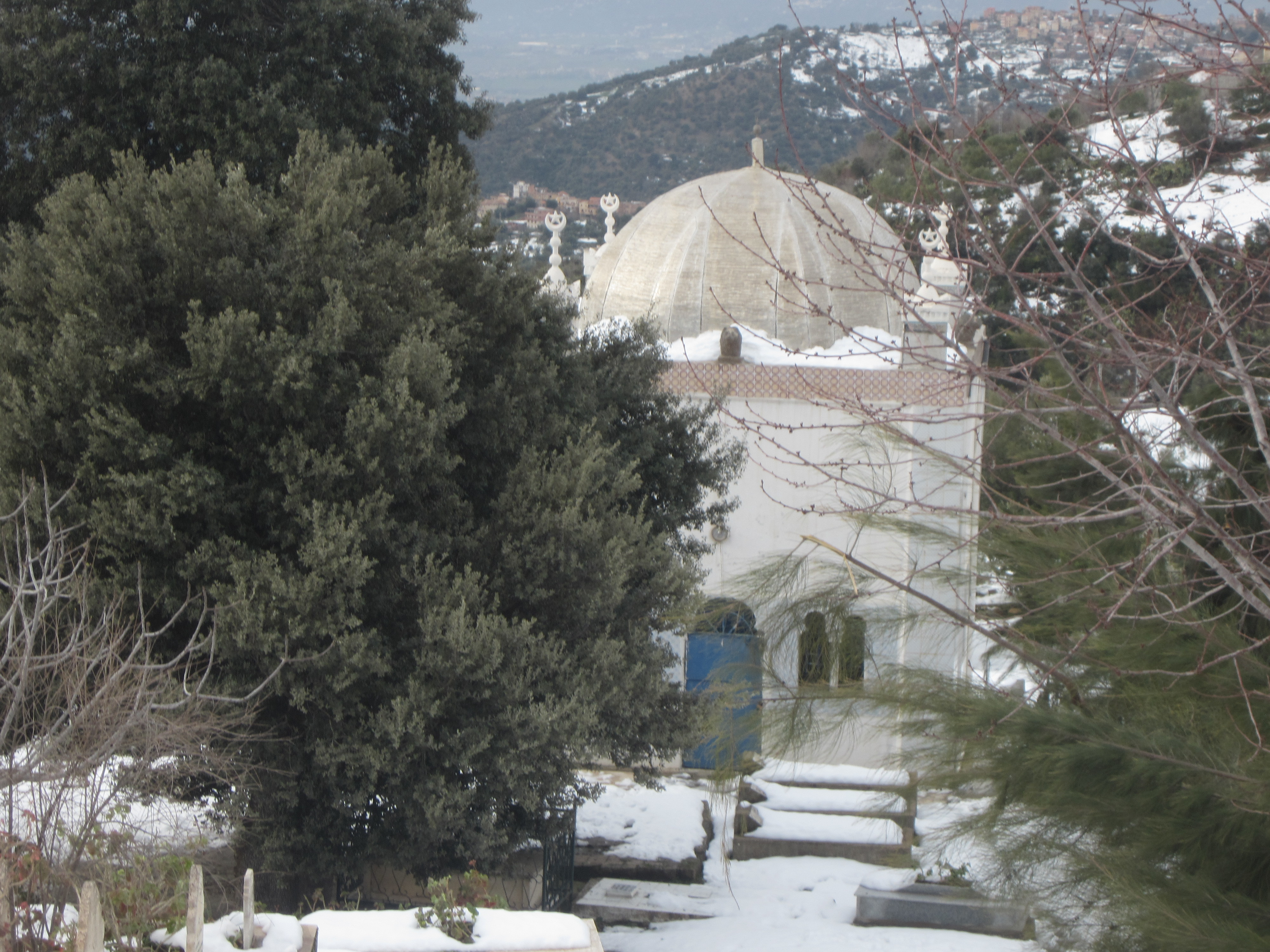
邁克拉

邁克拉（阿拉伯语：‎），是阿爾及利亞的城鎮，位於該國北部，由提濟烏祖省負責管轄，是邁克拉區的首府，面積65平方公里，2008年人口24,237，人口密度每平方公里375人。